# Clubiona longyangensis
Espèce
Clubiona longyangensis est une espèce d'araignées aranéomorphes de la famille des Clubionidae.

## Distribution
Cette espèce est endémique du Yunnan en Chine,. Elle se rencontre dans le district de Longyang.

## Description
Le mâle holotype mesure 4,50 mm et la femelle paratype 4,39 mm.

## Systématique et taxinomie
Cette espèce a été décrite par Guo, Li et Zhang en 2025.

## Étymologie
Son nom d'espèce, composé de longyang et du suffixe latin -ensis, « qui vit dans, qui habite », lui a été donné en référence au lieu de sa découverte, le district de Longyang.

## Publication originale
- Guo, Li & Zhang, 2025 : « Two new species of the Clubiona corticalis group (Araneae, Clubionidae) from Yunnan, China. » ZooKeys, vol. 1224, p. 175-186 (texte intégral).